# Río Guadalupe (California)
El Río de Nuestra Señora de Guadalupe también conocido como Río de San José (en inglés: Guadalupe River y en "Muwekma Ohlone" : Thámien Rúmmey) es un pequeño y a veces caudaloso río situado al norte del estado de California (Estados Unidos). El río tiene 30 km de largo, tiene su nacimiento en los Montes Santa Cruz y fluye en dirección norte a través de la aglomeración de San José y desemboca en la bahía de San Francisco cerca de Alviso, San José, California. El río fluye a través del condado de Santa Clara, principalmente paralelo a "Silver Creek Fault".
El río está en gran parte incrustado en parques y jardines. Los cinco kilómetros que recorre el río a través del centro de San José forman parte del Parque y Jardines del Río Guadalupe, uno de los parques urbanos más grandes de los EE. UU.
El río también es el hogar del salmón real o Chinook, lo que convierte a San José en la única ciudad importante de los Estados Unidos, a excepción de Anchorage en Alaska, a través del centro del cual los salmones nadan río arriba hasta su zonas de desove. Sin embargo, dado que el salmón está en peligro de extinción, está prohibido pescar. El hecho de que el río atraviese una antigua zona minera de mercurio significa que el consumo de pescado no es aconsejable de todos modos.

## Historia
El río Guadalupe fue nombrado por la expedición Juan Bautista de Anza el 30 de marzo de 1776, "Río de Nuestra Señora de Guadalupe", en honor a la Virgen de Guadalupe, la principal santa patrona de la expedición. Específicamente, Juan Bautista de Anza acampó a orillas del río Guadalupe en el Campamento de Expedición 97 el 30 de marzo de 1776 cerca del sitio actual del "Hospital Estatal Agnews" (Condado de Santa Clara, 2001). La histórica expedición de Anza exploró gran parte del condado de Santa Clara, atravesando áreas occidentales en ruta desde Monterrey a San Francisco, y recorriendo el extremo sur de la bahía de San Francisco. y de allí a través de las porciones orientales del condado en el viaje de regreso después de la exploración de partes de East Bay.
En 1777, la original Misión Santa Clara de Thamien y el Pueblo de San José de Guadalupe se establecieron en las orillas de Mission Creek, a un tiro de escopeta desde su confluencia con el río Guadalupe. Ambos tuvieron que ser alejados del río debido a los mosquitos en el verano y las inundaciones durante el invierno. Hoy, la Misión de Santa Clara está a 2 millas (3.2 km) de la ubicación original..
Históricamente, el río Guadalupe era aún más corto, y se originó varias millas más al norte, en el extremo corriente abajo de un gran pantano de sauces que ahora es "Willow Glen", California. Su principal afluente se conocía como "Arroyo Seco de Guadalupe" en los mapas de 1860 y luego como "Arroyo Seco de Los Capitancillos" en el 1876. Thompson & West maps.
El 9 de julio de 2005, los huesos fosilizados de un juvenil mamut colombino fueron descubiertos por el residente de San José, Roger Castillo, en la parte baja del río Guadalupe cerca del cruce de "Trimble Road". Roger fundó la organización de conservación « Salmon and Steelhead Restoration Group » y se ha desempeñado como miembro de la Junta del Distrito de Conservación de Recursos Guadalupe – Coyote. El mamut del Pleistoceno fue apodado "Lupe" por los residentes del área y los fósiles de Lupe se exhiben en el « Children's Discovery Museum of San Jose ».

## Régimen de flujo
El río generalmente se desborda en el centro de San José, al sur del centro y cerca de Alviso en invierno. En 1995 y 1997, el entonces presidente de los Estados Unidos Bill Clinton declaró el área como un área de desastre debido a las inundaciones. Una novedad en la historia de la NHL (Liga Nacional de Hockey) llegó en marzo de 1995 cuando el primer y hasta ahora único juego tuvo que ser cancelado debido a la lluvia. La inundación hizo imposible que los visitantes del juego entre los San Jose Sharks y Detroit Red Wings entraran al San Jose Arena para ver el juego.
En diciembre de 2004, se completó un proyecto para hacer frente a una "inundación del siglo". La mayor inundación data de 1955.
Algunas vistas del "Río Guadalupe".

Detalles
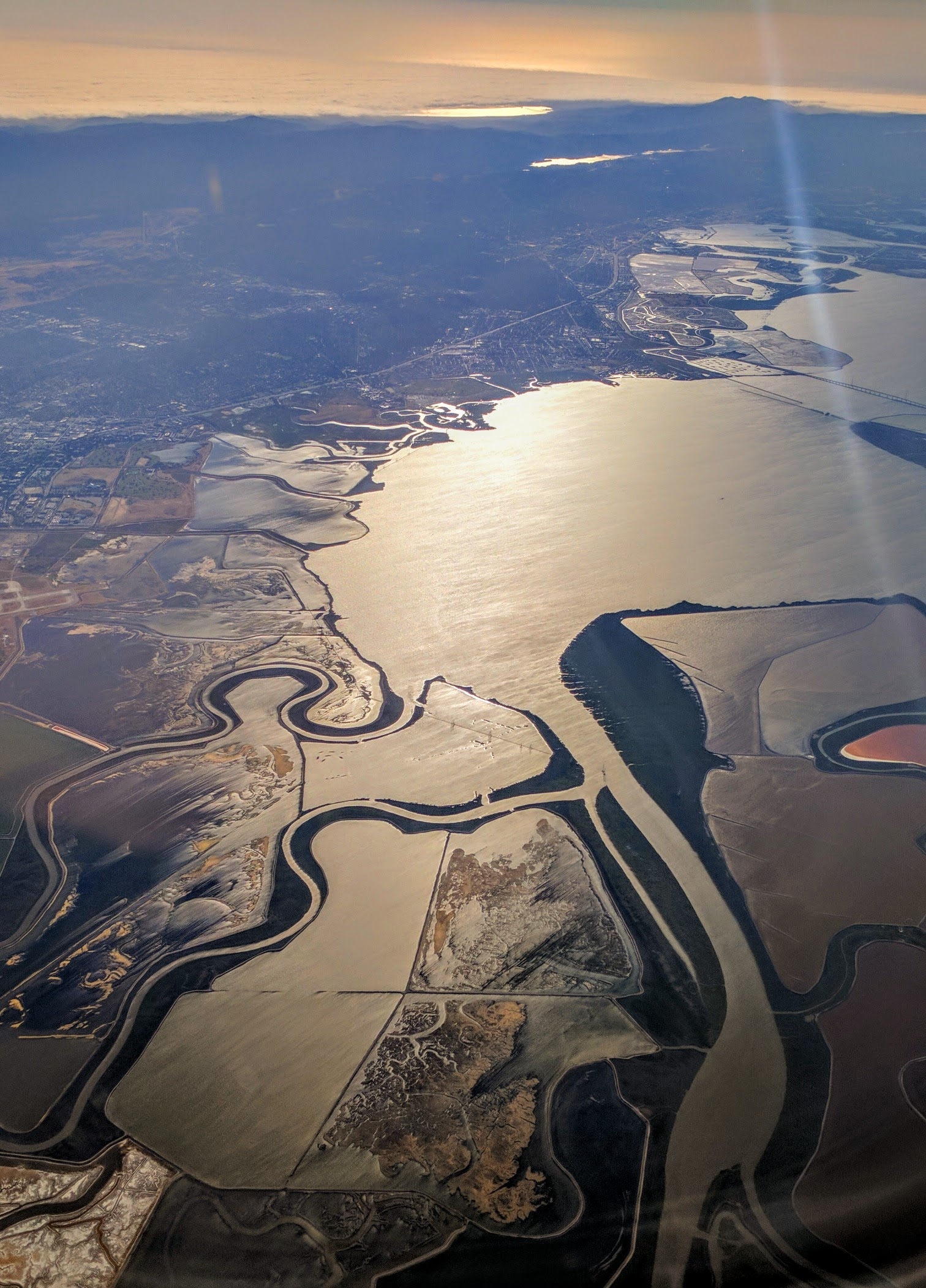
Coyote Creek (abajo a la derecha) donde desemboca en el sur de la Bahía de San Francisco, con el río Guadalupe uniéndose a él a través del Alviso Slough y el Guadalupe Slough entrando justo al oeste (izquierda).
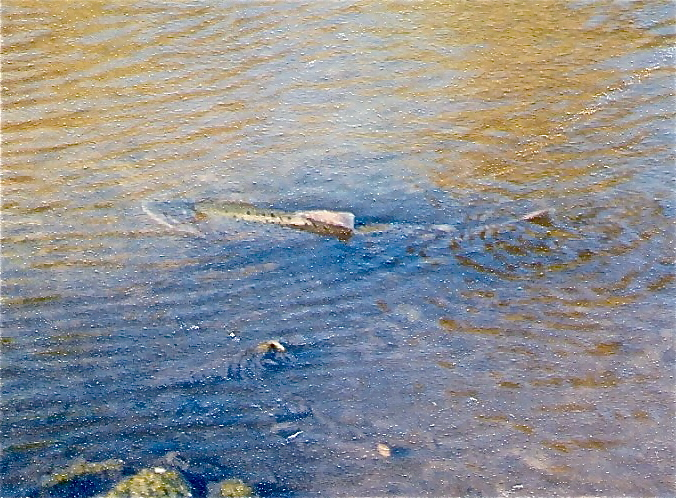
El salmón Chinook desova en el "Los Gatos Creek" afluente del río Guadalupe por la "California Highway 17" en 1996.
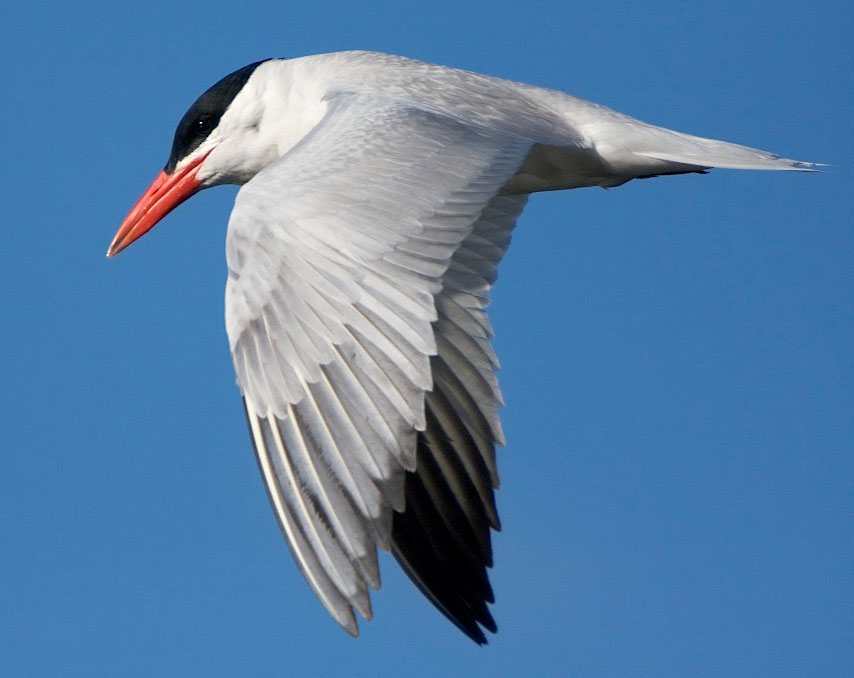
Charrán caspio en la cuenca de Guadalupe.
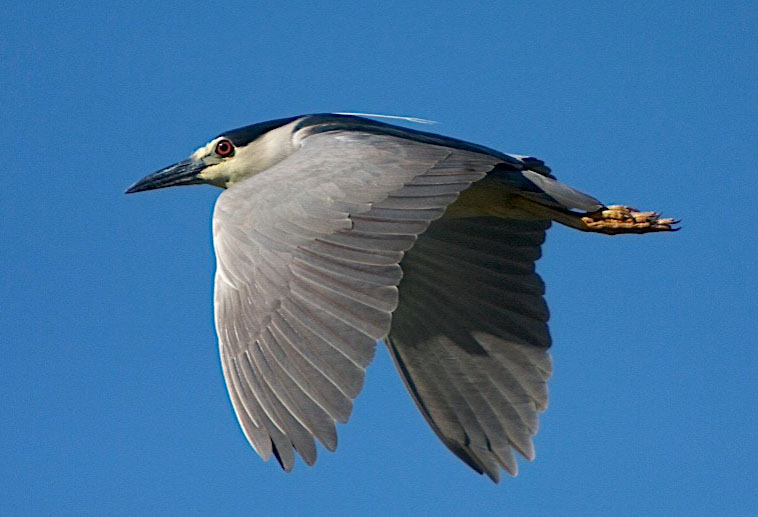
Garza nocturna corona negra en la cuenca de Guadalupe.